# パッシニャーノ・スル・トラジメーノ
パッシニャーノ・スル・トラジメーノ（伊: Passignano sul Trasimeno）は、イタリア共和国ウンブリア州ペルージャ県にある、人口約5,700人の基礎自治体（コムーネ）。

## 地理

### 位置・広がり

#### 隣接コムーネ
隣接するコムーネは以下の通り。
- カスティリオーネ・デル・ラーゴ
- リシャーノ・ニッコーネ
- マジョーネ
- トゥオーロ・スル・トラジメーノ
- ウンベルティデ

### 気候分類・地震分類
パッシニャーノ・スル・トラジメーノにおけるイタリアの気候分類 (it) および度日は、zona D, 2084 GGである。
また、イタリアの地震リスク階級 (it) では、zona 2 (sismicità media) に分類される。

## 行政

### 分離集落
パッシニャーノ・スル・トラジメーノには、以下の分離集落（フラツィオーネ）がある。
- Castel Rigone, Col Piccione, Oliveto, Pischiello, San Donato, San Vito, Trecine, Le Pierle